# Fényes badargomba
A fényes badargomba (Deconica subviscida) a harmatgombafélék családjába tartozó, Eurázsiában, Észak-Amerikában és Új-Zélandon honos, tápanyagdús legelőkön, réteken növő, nem ehető gombafaj.

## Megjelenése
A fényes badargomba kalapja 0,5-2,5 cm széles, alakja domború vagy harangszerű, idősen majdnem laposan kiterül, közepén néha kis púppal. Széle nedvesen áttetszően bordás; apró, fehér burokmaradványok lehetnem rajta. Felszíne sima, enyhén nyálkás, a kalapbőr lehúzható. Higrofán: színe nedvesen sötét vörösbarna vagy tompa középbarna; kiszáradva a közepétől kezdve halvány narancsbarnásra, sárgásbarnásra változik. 
Húsa puha, vékony, a közepén max 2 mm-es, színe krémszínű vagy halványbarnás, sérülésre sötétedik de nem kékül. Szaga nem jellegzetes, íze kesernyés. 
Sűrű, vékony lemezei tönkhöz nőttek vagy kissé lefutók. Színük fiatalon halványbarnás, idősen piszkosbarnás (nem lilásbarnás), élük világosabb. 
Tönkje 1,5-4 cm magas és 0,1-0,3 cm vastag. Alakja karcsú, egyenletesen hengeres, üregesedő. Felszíne száraz. Alapszíne vizesbarnás, rajta benyomott vagy kiemelkedő, finom vagy durvább, sárgásbarnás szálakkal; a csúcs finoman hamvas. Sérülésre nem kékül. Tövénél fehéren bolyhos. A fiatal lemezeket védő részleges burok maradványai vékony gallérzónát alkothatnak. 
Spórapora lilásbarna vagy mahagónibarna. Spórája lencse alakú vagy némileg tojásdad, vastag falú, mérete 6,5-7,5 x 4-4,5 µm.

### Hasonló fajok
A sárga rétgomba vagy a gyakori szemétgomba hasonlít hozzá. 

## Elterjedése és termőhelye
Európában és Észak-Amerikában honos. Új-Zélandra feltehetően behurcolták. 
Jól trágyázott legelőkön, réteken vagy közvetlenül az állatok trágyáján nő. Nyártól őszig terem.
Nem ehető. Egyes badargombáktól eltérően pszichoaktív anyagot (pszilocibin) nem tartalmaz.  

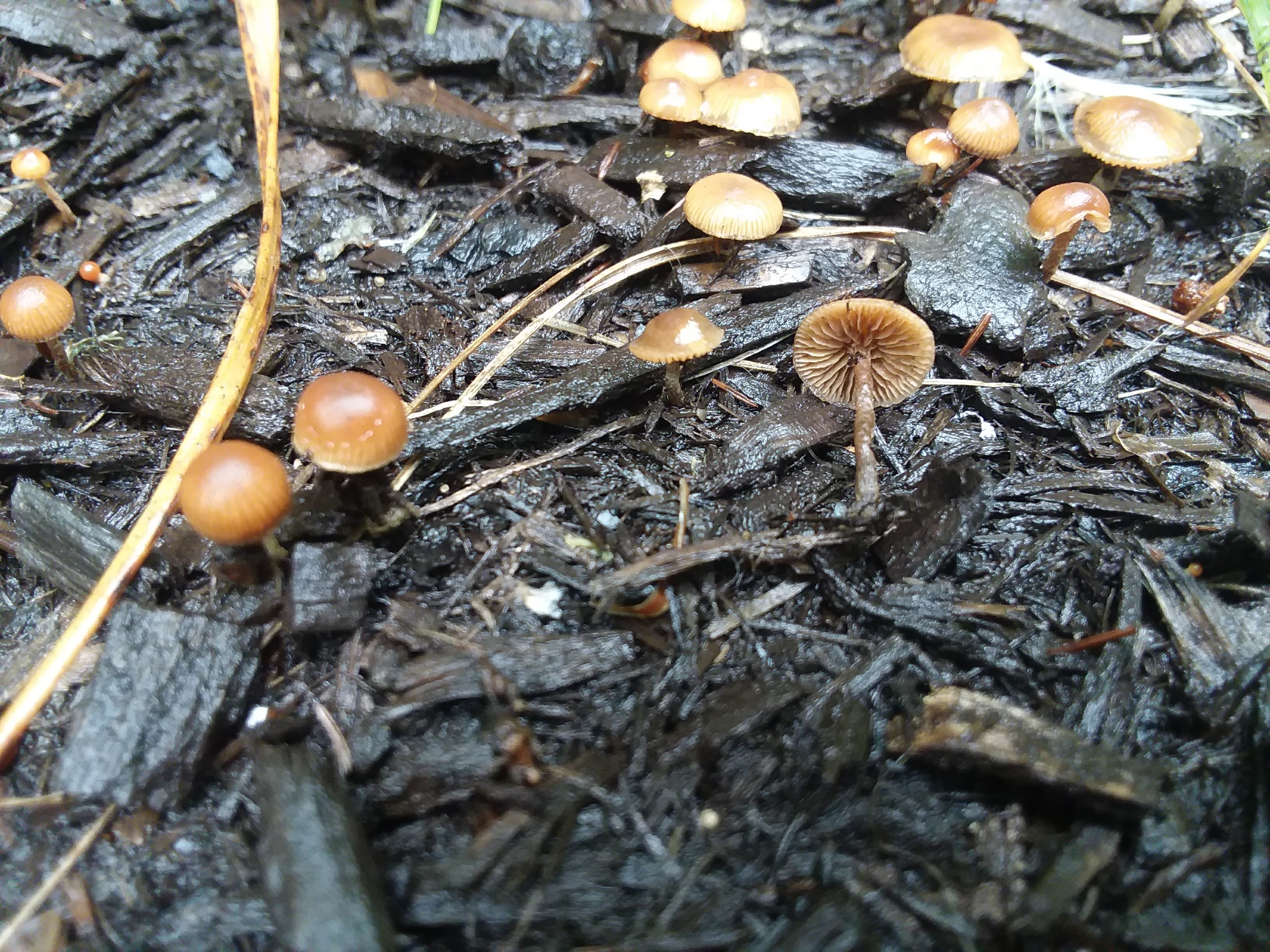
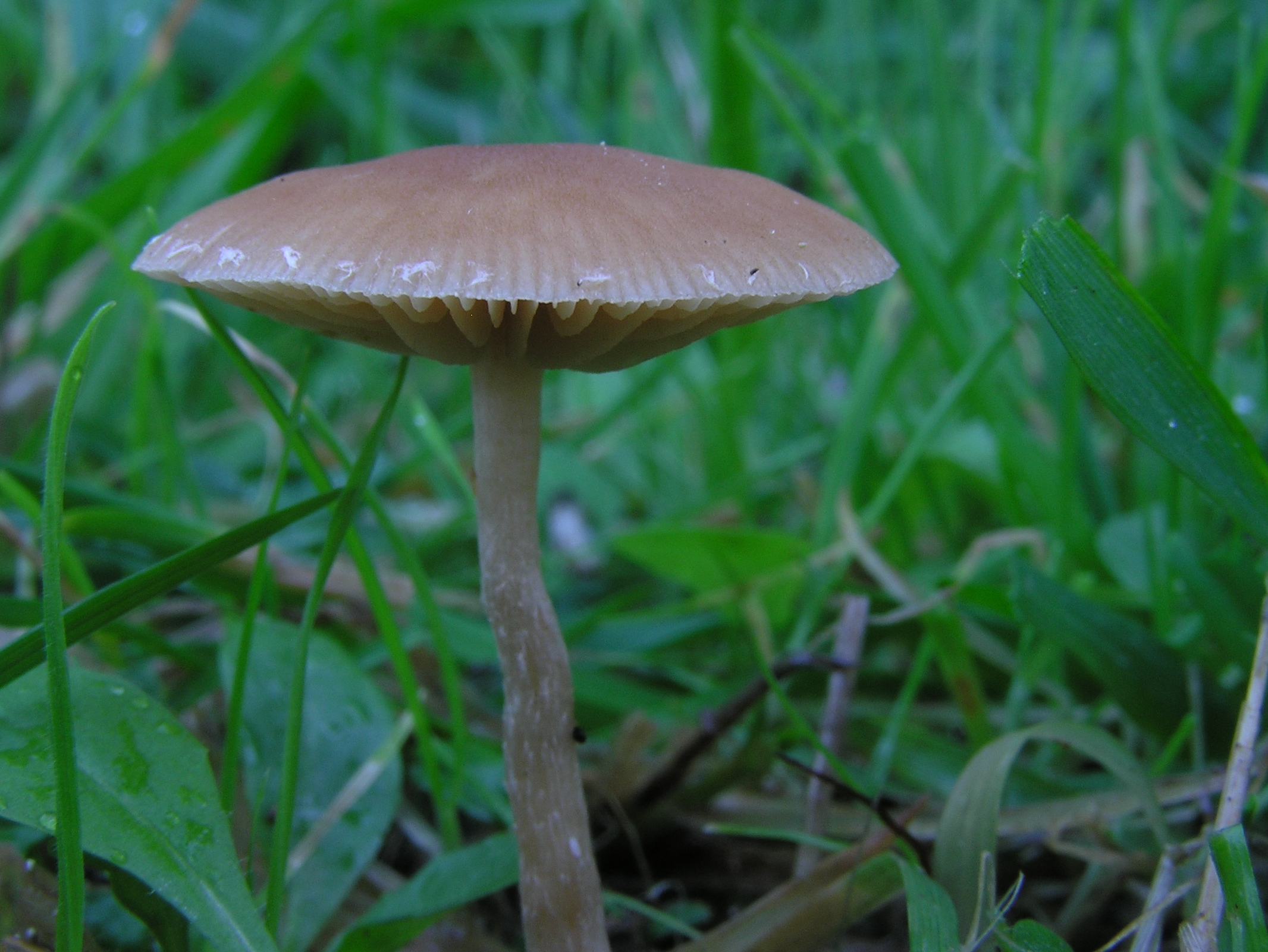
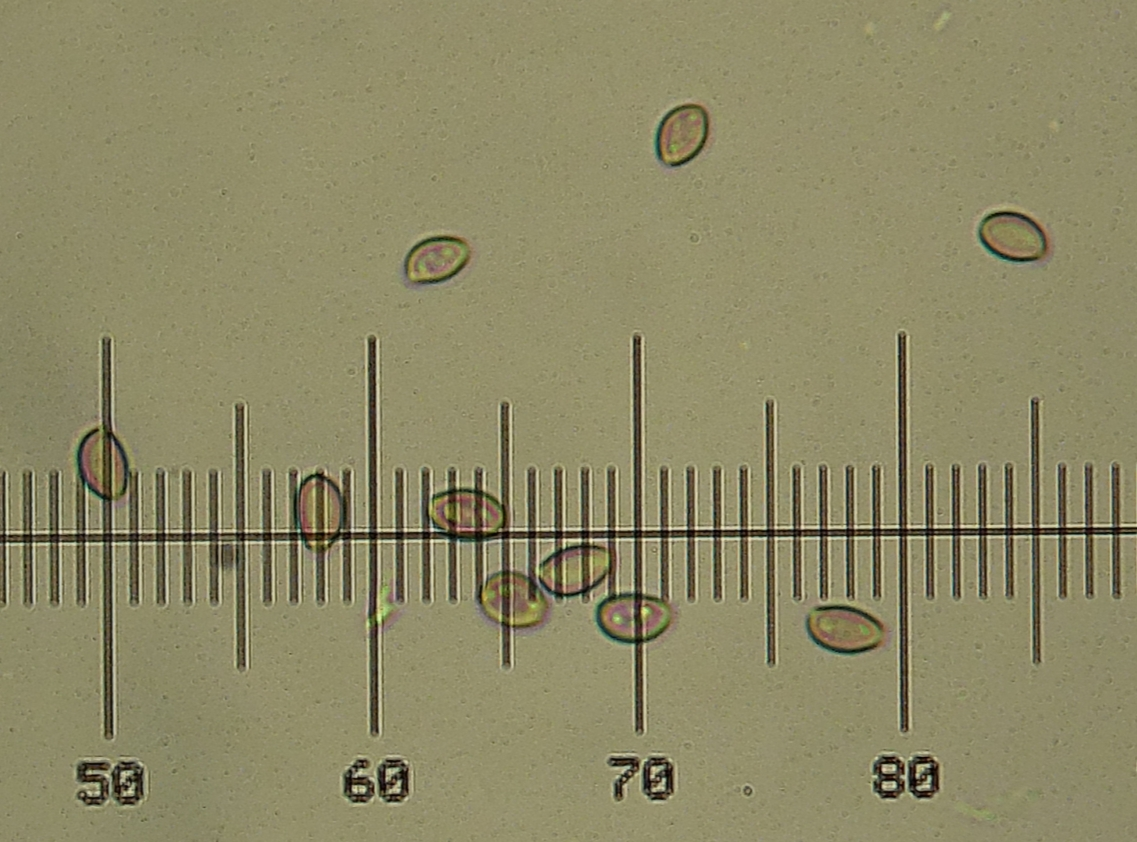